# Amblymora papuana
Amblymora papuana là một loài bọ cánh cứng trong họ Cerambycidae.